# Diocèse de Yingkou
Le diocèse de Yingkou (Dioecesis Imcheuvensis) est un siège de l'Église catholique en République populaire de Chine, suffragant de l'archidiocèse de Shenyang. Le siège est vacant. 

## Territoire
Le diocèse comprend une partie de la province du Liaoning.
Le siège épiscopal est à Yingkou.

## Histoire
La région est évangélisée depuis 1839 par les missions étrangères de Paris. Le diocèse de Yingkou est érigé le 14 juillet 1949 par la bulle Ne Sacri Pastores de Pie XII, recevant son territoire de l'archidiocèse de Shenyang. La région est en proie alors à la guerre civile chinoise (les communistes arrivent  en Mandchourie en octobre 1948) et finalement le pouvoir communiste s'impose partout en octobre 1949. En deux ans les missions sont anéanties, l'évêque français et ses missionnaires expulsés. La révolution culturelle met ensuite les cultes hors la loi, et renforce la persécution des chrétiens.
En 1981, le pouvoir communiste finit par tolérer le christianisme, mais impose une association dite patriotique qui contrôle les communautés chrétiennes en se substituant à Rome. Les autorités font disparaître les diocèses de Yingkou, de Fushun et de Jinzhou dont les territoires réintègrent l'archidiocèse de Shenyang qui est renommé en archidiocèse du Liaoning, le tout sans l'accord du Saint-Siège.

## Ordinaires
- André-Jean Vérineux, M.E.P. † (14 juillet 1949 - 10 janvier 1983 décédé)
  - Sede vacante